# William de Valence, I conte di Pembroke
William de Valence, I conte di Pembroke (1225 circa – Kent, 18 maggio 1296), era figlio di Isabella d'Angoulême e del suo secondo marito Ugo X di Lusignano.

## Biografia

### Infanzia
William de Valence nacque a Valence (Charente), da cui l'appellativo "de Valence", in una data che va dal 1225 al 1230 da Isabella d'Angoulême e del suo secondo marito Ugo X di Lusignano. Questo faceva di William il fratellastro di Enrico III e lo zio di Edoardo I.

### In Inghilterra
Attorno al 1246, quando William era sui vent'anni, i francesi conquistarono il Poitou regione in cui era storicamente stanziata la famiglia del padre, le difficoltà sorte in seguito a quest'evento convinse William e due dei suoi fratelli a seguire l'invito del fratellastro ad andare in Inghilterra. 

### Matrimonio
Tutti loro furono piazzati in posti di potere, William venne fatto maritare a Joanna de Munchensi (1230 circa - dopo il 20 settembre 1307), signora di Swanscombe e contessa di Pembroke, titolo che veniva dalla nonna Isabella di Clare, IV contessa di Pembroke. 

### Conte di Pembroke
Il matrimonio attribuiva a William il titolo della moglie e il controllo di tutte le sue estese proprietà. Questa sua scalata sociale, unita ad una grande ambizione, irritò molti nobili, malcontento che anni dopo sfociò nella Seconda guerra dei baroni (1264 - 1267). Nel frattempo Simone V di Montfort, destinato a diventare uno degli esponenti principali del malcontento nobiliare, attaccò alcuni possedimenti gallesi di William e i due ingaggiarono un'aspra lotta che culminò nel 1258 con l'assedio da parte del Montfort del castello di Wolvesey, a Winchester e la successiva resa di William. 
Quest'ultimo dissidio era nato dal rifiuto del conte di riconoscere le Disposizioni di Oxford emanate dai nobili quello stesso anno che limitavano sensibilmente il potere regio. Nel 1259, a Parigi, Montfort e de Valence sembravano apparentemente riconciliati, tuttavia nel 1264 all'inizio della Seconda guerra dei baroni i due ritrovarono l'antica rivalità. William combatté per il re nella disastrosa Battaglia di Lewes, al termine della quale di fatto l'Inghilterra era in mano ai Montfort con il re, il figlio ed il fratello catturati dai ribelli. Nel 1265 William ritornò nel Pembrokeshire e, ancora al fianco del re, prese parte all'assedio di Gloucester ed alla finale battaglia di Evesham che si concluse con la vittoria dei realisti e con l'uccisione di Montfort che segnò l'inizio della fine per il partito dei ribelli. 

### Ultimi anni e morte
Una volta restaurato il potere regio William tornò alla corte e al potere, sempre vicino alla famiglia reale, accompagnò il principe Edoardo I d'Inghilterra nella crociata in Palestina. Una volta tornato in patria fu in grado di agire da argine di contenimento delle invasioni gallesi e combatté attivamente nella guerra del 1282 - 1283 contro il principe gallese Dafydd ap Gruffydd e fu lui a negoziare la resa del nobile, che poi finì giustiziato. Le sue origini francesi lo resero uno dei più importanti ambasciatori in Francia di Edoardo I d'Inghilterra e si recò per suo conto diverse volte nella sua terra natale.
William morì nel 1296 e venne sepolto all'Abbazia di Westminster.

## Discendenza
William sposò Joanna de Munchensi ed insieme ebbero:
- Isabella de Valence (morta il 5 ottobre 1305), sposò John Hastings, I barone Hastings e suo nipote ereditò il titolo di conte di Pembroke
- Joan de Valence, sposò John Comyn, III Signore di Badenoch che morì assassinato nel 1306
- Giovanni de Valence, (morto nel gennaio 1277)
- Guglielmo de Valence, (morto in battaglia il 16 giugno 1282)
- Aymer de Valence, II conte di Pembroke (circa 1270 - 23 giugno 1324)
- Margaret de Valence
- Agnese de Valence (1250 circa - ?)

## Ascendenza
|                         |                          |                         | Genitori             |  |  | Nonni |  |  | Bisnonni                  |  |  | Trisnonni             |  |
|                         |                          |                         |                      |  |  |       |  |  | Ugo il Bruno di Lusignano |  |  | Ugo VIII di Lusignano |  |
|                         |                          |                         |                      |  |  |       |  |  | Ugo il Bruno di Lusignano |  |  | Ugo VIII di Lusignano |  |
|                         |                          | Bourgogne de Rançon     |                      |  |  |       |  |  | Ugo il Bruno di Lusignano |  |  |                       |  |
| Ugo IX di Lusignano     |                          |                         |                      |  |  |       |  |  | Ugo il Bruno di Lusignano |  |  |                       |  |
|                         |                          | Orengarda               | …                    |  |  |       |  |  |                           |  |  |                       |  |
|                         |                          | Orengarda               | …                    |  |  |       |  |  |                           |  |  |                       |  |
|                         |                          | Orengarda               | …                    |  |  |       |  |  |                           |  |  |                       |  |
| Ugo X di Lusignano      |                          | Orengarda               |                      |  |  |       |  |  |                           |  |  |                       |  |
|                         |                          | …                       | …                    |  |  |       |  |  |                           |  |  |                       |  |
|                         |                          | …                       | …                    |  |  |       |  |  |                           |  |  |                       |  |
|                         |                          | …                       | …                    |  |  |       |  |  |                           |  |  |                       |  |
| Agata di Preully        |                          | …                       |                      |  |  |       |  |  |                           |  |  |                       |  |
|                         |                          | …                       | …                    |  |  |       |  |  |                           |  |  |                       |  |
|                         |                          | …                       | …                    |  |  |       |  |  |                           |  |  |                       |  |
|                         |                          | …                       | …                    |  |  |       |  |  |                           |  |  |                       |  |
| William di Pembroke     |                          | …                       |                      |  |  |       |  |  |                           |  |  |                       |  |
|                         | Guglielmo VI d'Angoulême | Vulgrin II d'Angoulême  |                      |  |  |       |  |  |                           |  |  |                       |  |
|                         | Guglielmo VI d'Angoulême | Vulgrin II d'Angoulême  |                      |  |  |       |  |  |                           |  |  |                       |  |
|                         | Guglielmo VI d'Angoulême | Ponzia de La Marche     |                      |  |  |       |  |  |                           |  |  |                       |  |
| Ademaro III d'Angoulême | Guglielmo VI d'Angoulême |                         |                      |  |  |       |  |  |                           |  |  |                       |  |
|                         |                          | Margherita di Turenna   | …                    |  |  |       |  |  |                           |  |  |                       |  |
|                         |                          | Margherita di Turenna   | …                    |  |  |       |  |  |                           |  |  |                       |  |
|                         |                          | Margherita di Turenna   | …                    |  |  |       |  |  |                           |  |  |                       |  |
| Isabella d'Angoulême    |                          | Margherita di Turenna   |                      |  |  |       |  |  |                           |  |  |                       |  |
|                         |                          | Pietro I di Courtenay   | Luigi VI di Francia  |  |  |       |  |  |                           |  |  |                       |  |
|                         |                          | Pietro I di Courtenay   | Luigi VI di Francia  |  |  |       |  |  |                           |  |  |                       |  |
|                         |                          | Pietro I di Courtenay   | Adelaide di Savoia   |  |  |       |  |  |                           |  |  |                       |  |
| Alice di Courtenay      |                          | Pietro I di Courtenay   |                      |  |  |       |  |  |                           |  |  |                       |  |
|                         |                          | Elisabetta di Courtenay | Rinaldo di Courtenay |  |  |       |  |  |                           |  |  |                       |  |
|                         |                          | Elisabetta di Courtenay | Rinaldo di Courtenay |  |  |       |  |  |                           |  |  |                       |  |
|                         |                          | Elisabetta di Courtenay | Helvise di Donjon    |  |  |       |  |  |                           |  |  |                       |  |
|                         |                          | Elisabetta di Courtenay |                      |  |  |       |  |  |                           |  |  |                       |  |